# Taggspjutrocka
Taggspjutrocka (Dasyatis centroura eller Bathytoshia centroura) är en rockeart som först beskrevs av Samuel Latham Mitchill 1815.  Taggspjutrocka ingår i släktet Dasyatis och familjen spjutrockor. IUCN kategoriserar arten globalt som livskraftig. Inga underarter finns listade i Catalogue of Life.

## Utseende
Huvudet och bålen bildar en skiva som liknar en romb i formen. Skivan är hos hannar oftast 1,5 meter bred och hos honor lite bredare. Ibland är skivan upp till 2,2 meter lång och vid baksidan ansluter svansen som kan vara 2,5 gånger längre än skivan. Taggspjutrocka har på ovansidan en mörkbrun till olivgrön färg och undersidan är vitaktig. På den svarta svansen förekommer flera hullingar för att injicera gift. Vikten går upp till 290 kg.

## Utbredning
Denna rocka förekommer i Atlanten från sydöstra USA och Biscayabukten i norr till nordöstra Argentina och Angola i syd. Dessutom hittas arten i Medelhavet. Den saknas däremot i västra delar av Mexikanska golfen. Taggspjutrocka vistas vanligen i grunda havsområden eller i bräckt vatten nära kusterna.  Den hittas oftast i upp till 100 meter djupa havsområden över sandig eller lerig grund. Nära Bahamas registrerades en individ vid ett djup av 274 meter och antagligen når arten ett djup av 200 meter i Medelhavet.

## Ekologi
Taggspjutrocka äter fiskar och olika ryggradslösa djur som kräftdjur, musslor, snäckor och bläckfiskar. Arten gräver sig ofta något ner i bottensedimentet. Efter en tid utför en större grupp längre vandringar. Artens naturliga fiender utgör huvudsakligen av hajar.
Troligen förekommer liksom hos nära besläktade arter bara en fortplantningstid per år. Honor föder 2 till 6 levande ungar (ovovivipari) efter minst fyra månader dräktighet. För ungarnas längd vid födelsen finns olika uppgifter, enligt en studie 8 till 13 cm och enligt en annan studie 34 till 37 cm. Individerna blir könsmogna när de är 130 till 160 cm långa.